# 한양빌라, 401호
"한양빌라, 401호"는 2016년에 이경원감독이 제작한 대한민국의 영화이다.

## 캐스팅
- 박영빈
- 한겸[2]
- 허중회